# Христо Врански
Христо Врански е български революционер, деец на Вътрешната македоно-одринска революционна организация.

## Биография
Христо Врански е роден през 1879 година в мелнишкото село Враня. Присъединява се към ВМОРО и първоначално е четник в четата на Яне Сандански. След това води самостоятелна чета в Петричко. Убит е с Георги Мохаджирчето в сражение с турски аскер през 1905 година край Склаве.